# Physalis walteri
Physalis walteri ist eine Pflanzenart aus der Gattung der Blasenkirschen (Physalis) in der Familie der Nachtschattengewächse (Solanaceae).

## Beschreibung

### Vegetative Merkmale
Physalis walteri ist eine ausdauernde Pflanze mit einem tief unterirdisch liegenden Rhizom. Die Stängel werden 5 bis 40 cm hoch und sind wie auch die unteren Zweige aufrecht oder spreizen sich entlang des Bodens und sind aufsteigend. Die Stängel und Laubblätter sind spärlich bis dicht mit verzweigten Trichomen besetzt, die 1 mm lang oder kürzer sein können.
Die Blattstiele sind 1/6- bis 1/2-mal so lang, wie die Blattspreite. Die Blattspreite ist breit elliptisch oder eiförmig bis eiförmig-lanzettlich, 3,5 bis 9 (selten 2,5 bis 13) cm lang und 1,5 bis 5 (selten 1 bis 7) cm breit. Nach vorn hin sind die Blätter stumpf oder spitzt, der Blattrand ist ganzrandig oder selten auch gewellt, die Blattbasis ist gerundet oder spitz zulaufend.

### Blüten
Die Blüten stehen einzeln in den Blattachseln. Die Blütenstiele sind 9 bis 25 (selten bis 35) mm lang. Der Kelch ist zur Blütezeit 6 bis 9 (selten 5 bis 11) mm lang und mit 1,5 bis 4 (selten bis 5) mm langen Zipfeln besetzt. Er ist dicht bis spärlich mit verzweigten Trichomen mit einer Länge von 1 mm oder weniger besetzt. Die Krone ist 11 bis 15 (selten 9 bis 18) mm lang und ist im Schlund deutlich oder undeutlich mit dunkel- bis blassbraunen, ockerfarbenen oder grünen Markierungen versehen. Die Hauptadern der einzelnen Kronblätter können manchmal purpurn oder rot gefärbt sein. Die Staubbeutel sind 2,5 bis 3,5 mm lang, die Staubfäden sind genauso breit wie die Staubbeutel.

### Früchte
Die Früchte sind orange gefärbte Beeren. Der Stiel verlängert sich an der Frucht auf 15 bis 40 mm, der Kelch vergrößert sich auf eine Länge von 2 bis 3,5 (selten bis 4) cm und einen Durchmesser von 1,5 bis 2,5 mm und ist grün gefärbt.

## Vorkommen und Standorte
Die Art ist vor allem an der Atlantikküste Floridas, Georgias, North und South Carolinas sowie Virginias verbreitet, kommt aber auch im Inneren Floridas und Georgias und sporadisch in den Küstengebieten Alabamas und Mississippis vor. Sie wächst auf Dünen und gestörten Sandböden. Auf der Halbinsel Florida hybridisiert die Art mit Physalis angustifolia, so dass dort Populationen mit Merkmalen beider Arten gefunden werden können.

## Nachweise
- Janet R. Sullivan: Systematics of the Physalis viscosa Complex (Solanaceae). In: Systematic Botany, Band 10, Nummer 4, 1985. S. 426–444.